# Lai Chau (provincie)
Lai Chau (vietnamsky Lai Châu) je provincie na severozápadě Vietnamu. Žije zde necelých půl milionu obyvatel, hlavním městem je Lai Chau. Žije zde velké množství etnických Hmongů.

## Geografie
Sousedí s provinciemi Dien Bien, Son La, Yen Bai a Lao Cai. Na severu sousedí s Čínou, konkrétně s provincii Jün-nan.